# Резолюция ПАСЕ № 2085
Резолюция Парламентской ассамблеи Совета Европы (ПАСЕ) 2085 (2016) — резолюция от 26 января 2016 года, в которой Парламентская ассамблея Совета Европы (ПАСЕ) выразила обеспокоенность продолжающейся искусственной гуманитарной ситуацией в Азербайджане из-за водного кризиса, преднамеренно созданного Арменией после Карабахского конфликта. Резолюция озаглавлена «Жителей приграничных районов Азербайджана намеренно лишают воды». В документе конкретно ссылаются на Хельсинкские правила использования вод международных рек и Берлинские правила по водным ресурсам, подчеркивая важность обеспечения права пользования водой и его обязательный характер для государств. ПАСЕ также напоминает о заявлении сопредседателей Минской группы ОБСЕ от 20 мая 2014 года.
В резолюции ПАСЕ № 2085 отмечается, что нынешняя ситуация с Сарсангским водохранилищем, расположенным на оккупированной Арменией территории Азербайджана, возможно, может привести к новому гуманитарному кризису, и содержится призыв к властям Армении «прекратить использование водных ресурсов в качестве инструмента политического влияния или инструмент давления». Более того, в документе решительно осуждается отсутствие сотрудничества делегации парламента Армении и других уполномоченных лиц при подготовке доклада по данному вопросу.

## Предыстория

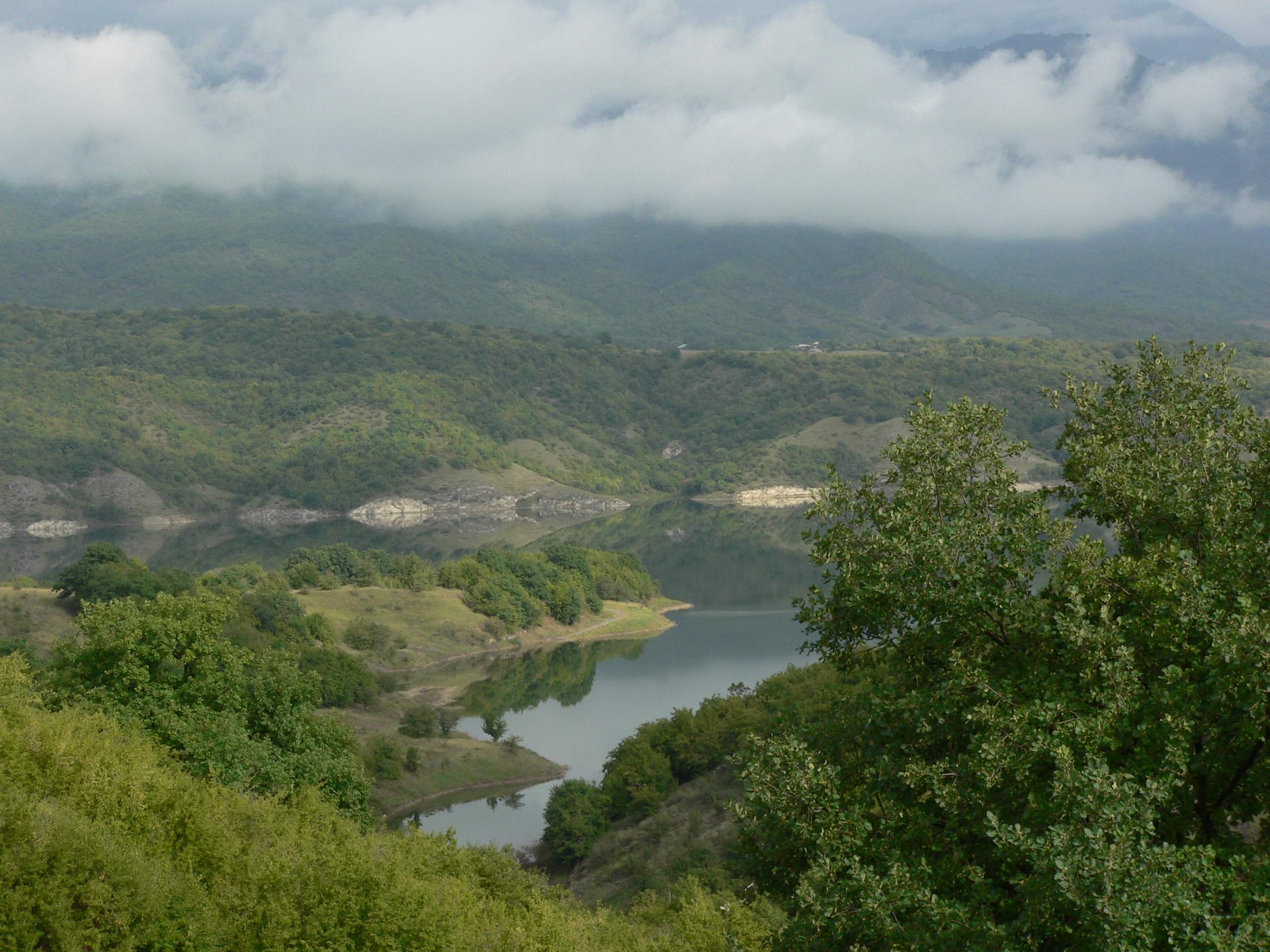
Сарсангское водохранилище (2009)

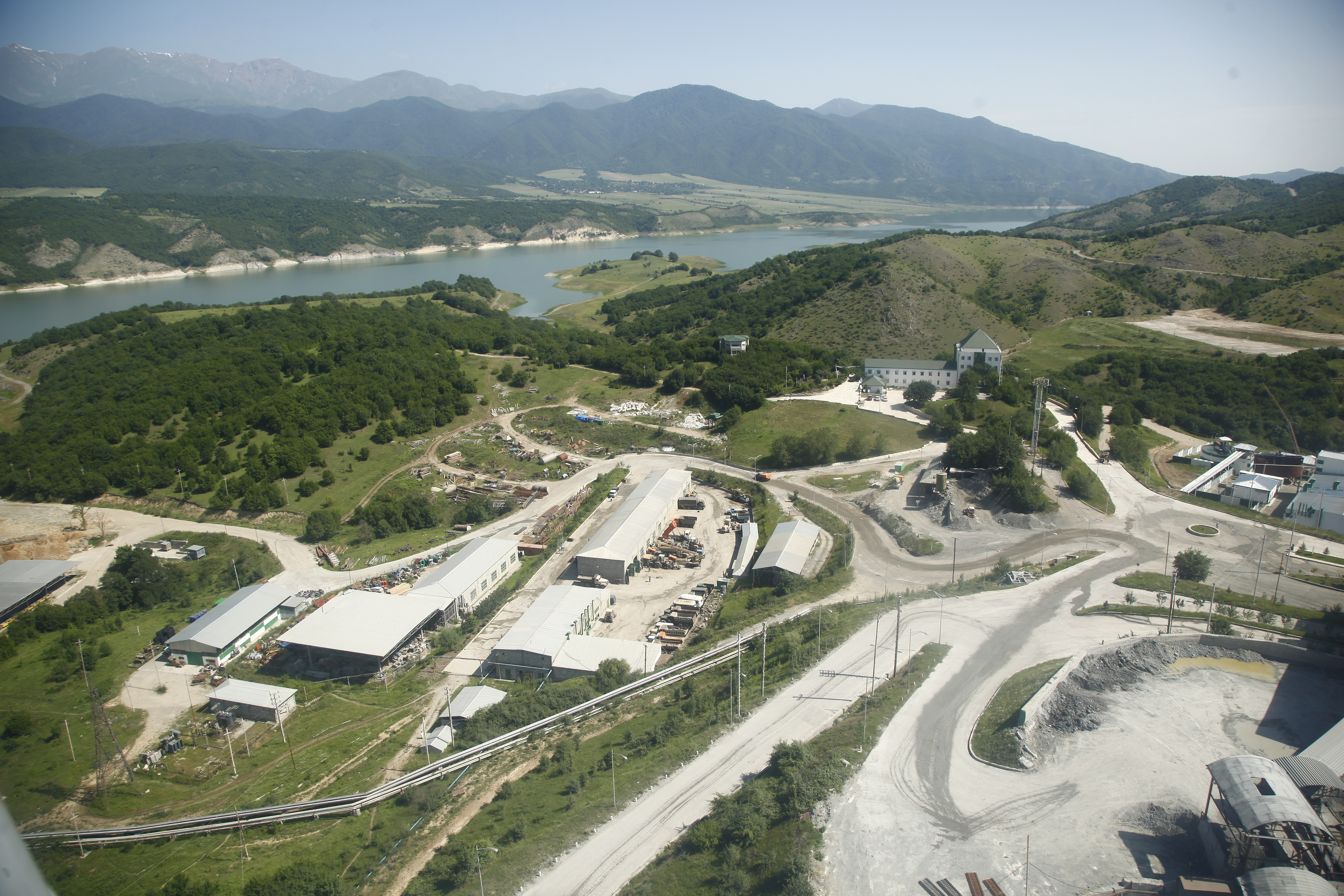
Хейвалы (2012)

В конце 1980-х годов масштаб конфликта между Арменией и Азербайджаном спровоцировал крупномасштабную войну. Кульминацией этого стала оккупация Нагорного Карабаха и других прилегающих территорий Азербайджана армянскими войсками. Сарсангское водохранилище было одним из стратегически важных районов, захваченных армянами в ходе столкновений. Эта специально построенная плотина и гидроэлектростанция электрической мощностью 50 мегаватт на реке Тертер были построены в 1976—1977 годах, когда Гейдар Алиев был первым секретарем Коммунистической партии Азербайджана. Таким образом, питьевой и оросительной водой было обеспечено около ста двадцати тысяч гектаров плодородных земель в шести районах, включая Тертерский, Бардинский, Евлахский, Агджабединский, Агдамский и Геранбойский районы. Начало войны также затронуло Сарсангское водохранилище с самой высокой плотиной в Азербайджане и крупнейшим водоемом в Карабахском экономическом регионе, общий объём воды которого составляет 575 миллионов м³. В начале февраля 1993 года бакинское радио сообщило, что армянские войска добились значительных успехов в южной части водохранилища. К концу месяца армяне взяли под полный контроль водоем вместе с электростанцией и отпраздновали эту операцию как «несравненную победу», перекрыв для азербайджанцев дорогу Тертер-Кельбаджар.
12 мая 1994 года стороны подписали при посредничестве России соглашение о прекращении огня, положившее конец Первой войне в Нагорном Карабахе. Однако потеря Сарсангского водохранилища имела далеко идущие последствия для азербайджанцев, проживающих в непосредственной близости; осенью и зимой армянские власти без предупреждения выпустили воду из Сарсанга, вызвав искусственные наводнения в прифронтовых районах Азербайджан. Напротив, в весенне-летние месяцы расход воды снизился, что привело к нехватке оросительной воды и засухам, особенно в селах Тертер. После войны вынужденные переселенцы в основном поселились на линии фронта, что также увеличило спрос на воду. С другой стороны, отсутствие работ по техническому обслуживанию и соответствующему ремонту было одним из основных факторов, которые привели к экологическим, гуманитарным проблемам и проблемам безопасности для жителей региона. Часто токсичные отходы медных и золотых рудников, которыми управляет компания Vallex Group в деревне Дрмбон, расположенной недалеко от водохранилища, сбрасывались в местные реки без надлежащих схем обращения с отходами, что приводило к истощению рыбных запасов. Химическое загрязнение воды было настолько серьёзным, что вызвало широко распространенный гастроэнтерит и кожные инфекции среди близлежащего населения. Невозможность использования воды водохранилища также привела к увеличению засоления почв и снижению продуктивности в районах, заселенных азербайджанцами. 
Однако еще в 2010 году, карабахский политический деятель Давид Бабаян заявлял, что армянская сторона много раз предлагала Азербайджану в качестве элемента или системы средств взаимодоверия совместно использовать водные ресурсы, учитывая в первую очередь значение Сарангского водоема. Однако, по его словам, Азербайджан препятствовал всем возможным предложениям и не делает никакого шага в направлении совместного использования вод водохранилища. В июле 2014 года, депутат от правящей Республиканской партии Армении, член армянской делегации в ПАСЕ Наира Карапетян, заявила что официальный Степанакерт неоднократно предлагал эксплуатировать Сарсангское водохранилище совместно с азербайджанской стороной. В 2019 году, лидер Нагорного Карабаха Араик Арутюнян вновь предложил использовать водохранилище совместно
Начиная с мая 2013 года Ассоциация развития гражданского общества в Азербайджане (AVCIYA) запустила кампанию под названием «Сарсанг SOS: предотвращение гуманитарного кризиса», чтобы привлечь внимание к экологически вредным последствиям этих проблем. 16-19 мая 2014 г. в ходе визита в регион конфликта сопредседатели Минской группы ОБСЕ посетили водохранилище и обсудили ситуацию с действующей администрацией. В своем заявлении сопредседатели выразили надежду, что стороны найдут жизнеспособное решение проблемы совместного управления водными ресурсами на благо региона. Вскоре после этого, в сентябре, армянская компания «АрмВатерПроект Компани Лтд.» Компания представила так называемой Нагорно-Карабахской Республике проект строительства в Карабахе водохранилища для ирригационных целей. Наконец, в 2015 году Эльхан Сулейманов, президент AVCIYA, парламентарий, член национальной делегации в Ассамблее, предложил ПАСЕ подготовить проект резолюции по Сарсангскому водохранилищу.

## История
12 декабря 2015 года член ПАСЕ от Боснии и Герцеговины Милица Маркович выступила с докладом о подготовке проекта резолюции. В отличие от принятой резолюции, в тексте проекта упоминается Водная конвенция ООН 1992 года, которую Армения не ратифицировала.
При подготовке доклада Маркович заявила, что совершила ознакомительный визит лишь дважды, оба в Азербайджан, в декабре 2014 года и в августе 2015 года. Докладчик подчеркнула, что, несмотря на её официальное и личное обращение к армянской делегации не состоится, поскольку на её просьбу не был дан должный ответ, её визит в Армению не имел последствий.
В результате анализа спутниковых снимков выяснилось, что во время войны оросительный канал на двух участках был серьёзно поврежден, и использование канала в таком состоянии без ремонтных работ продолжает представлять собой серьёзную проблему для примерно 400 тысяч человек. Кроме того, было установлено, что массовое использование артезианских скважин вместо резервуаров после войны не полностью удовлетворяет спрос на питьевую воду. Согласно отчету Марковича, несмотря на большой объём воды в каналах в зимние месяцы, азербайджанцы продолжают использовать артезианскую и резервуарную воду даже в этот период из-за опасений по поводу загрязнения воды Сарсанга опасными отходами и тяжелыми минералами; что, в свою очередь, создает дополнительные затраты и, что более важно, опасно для здоровья населения.
Выступая против проекта резолюции, представитель Армении отметил, что докладчик придерживается «одностороннего подхода» и что они этим глубоко обеспокоены. Однако 26 января 2016 года резолюция была принята заносимым в отчет о заседании голосованием 98 голосами против 71 при 40 воздержавшихся.

## Текст резолюции
Резолюция состоит из 9 пунктов. В пункте II Ассамблея подтверждает, что недопустимо намеренно лишать ни в чём не повинных граждан воды, чтобы причинить им вред, заявляя, что вода является «активом стратегического значения». В пунктах III—IV предусмотрено, что оккупация Арменией азербайджанских территорий создала «искусственный экологический кризис» для азербайджанцев, проживающих в долине Нижнего Карабаха, и эта деятельность должна рассматриваться одним из членов как «экологическая агрессия» и «враждебный акт». государство против другого. Далее подчеркивается угрожающий факт, что водохранилище не ремонтировалось более 20 лет.
Принимая во внимание неотложный характер нынешней ситуации, ПАСЕ в следующих положениях выдвигает два важных требования: немедленный вывод Вооруженных сил Армении из региона и прекращение использования водных ресурсов властями Армении в качестве средства для выгоду только одной из сторон конфликта. Согласно резолюции, выполнение первого требования может позволить провести расследование на месте с участием независимых инженеров и гидрологов, глобальное управление водными бассейнами в этом районе и международный мониторинг состояния ирригационных каналов в регионе, поскольку а также плотины Сарсанг и Мадагиз.
Наконец, Ассамблея «призывает все заинтересованные стороны активизировать свои усилия по тесному сотрудничеству в совместном управлении ресурсами Сарсангского водохранилища».

## Последствия

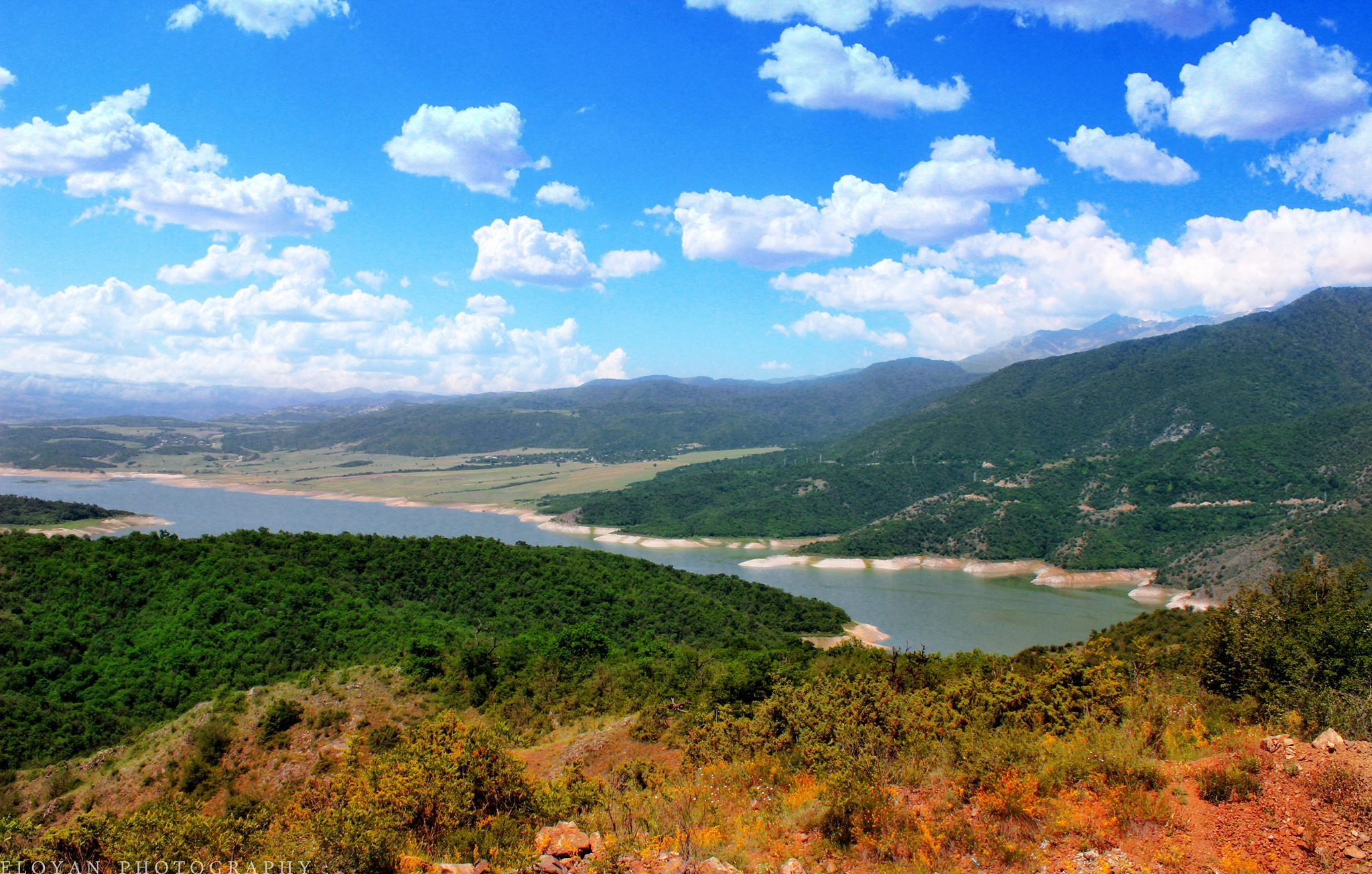
Сарсангское водохранилище (2019)

За четыре дня до принятия резолюции сопредседатели Минской группы ОБСЕ сделали заявление для прессы, подчеркнув, что группа «остается единственным принятым форматом переговоров» и призвали членов ПАСЕ не предпринимать шагов, которые «могут подорвать мандат Минской группы». Несмотря на принятие резолюции, правительство Армении назвало этот документ пропагандистским трюком, настаивая на том, что водохранилище соответствует международным стандартам. В 2018 году в армянской прессе появилась новость об иностранных инвестициях в размере 100 миллионов долларов для строительства нового канала в Сарсангском водохранилище. ИКЕСКО осудила этот шаг Армении, который может вызвать наводнения и засухи в других районах Азербайджана, и квалифицировала соответствующие действия как «эксплуатацию природных ресурсов Азербайджана».
В ходе Второй Нагорно-Карабахской войны 3 октября 2020 года азербайджанские силы взяли под контроль Суговушанское водохранилище. Сарсангское водохранилище оказалось под временным контролем российских миротворцев после подписанного 9 ноября 2020 года трехстороннего соглашения о прекращении огня, положившего конец войне. В 2022 году азербайджанская армия провела операцию под названием «Месть», в результате которой была освобождена гора Бузлуг. Этот успех укрепил позиции Азербайджана с точки зрения визуального наблюдения за Сарсангским водохранилищем. Через несколько недель после этой операции, 23 августа, сотрудники Азербайджанского мелиорационного и водного хозяйства вместе с армянскими эксплуататорами по взаимной договоренности осмотрели водохранилище и обсудили распределение воды и восстановление подачи воды в районы, расположенные в долине Нижнего Карабаха. Хотя после этой встречи стороны выработали конструктивные рамки по этому вопросу, в декабре азербайджанская общественная организация «Экофронт» распространила информацию об установке армянами 3-х водосборных устройств в верхнем притоке Турагайчай, в результате чего поток река была перенаправлена в Сарсанг, а объём воды в Суговушане был уменьшен. В следующем году в информации, обнародованной МИД Азербайджана, сообщалось, что во время оккупации Армения без разрешения построила как минимум 37 дополнительных гидроэлектростанций. На основании этого 27 февраля 2023 года Азербайджан подал межгосударственный арбитражный иск против Армении в соответствии с Договором к Энергетической Хартии, требуя финансовой компенсации за нарушение суверенных прав Азербайджана на энергетические ресурсы, включая, помимо прочего, Сарсангскую ГЭС, во время почти 30 лет оккупации последней.